# Julius Lauterbach

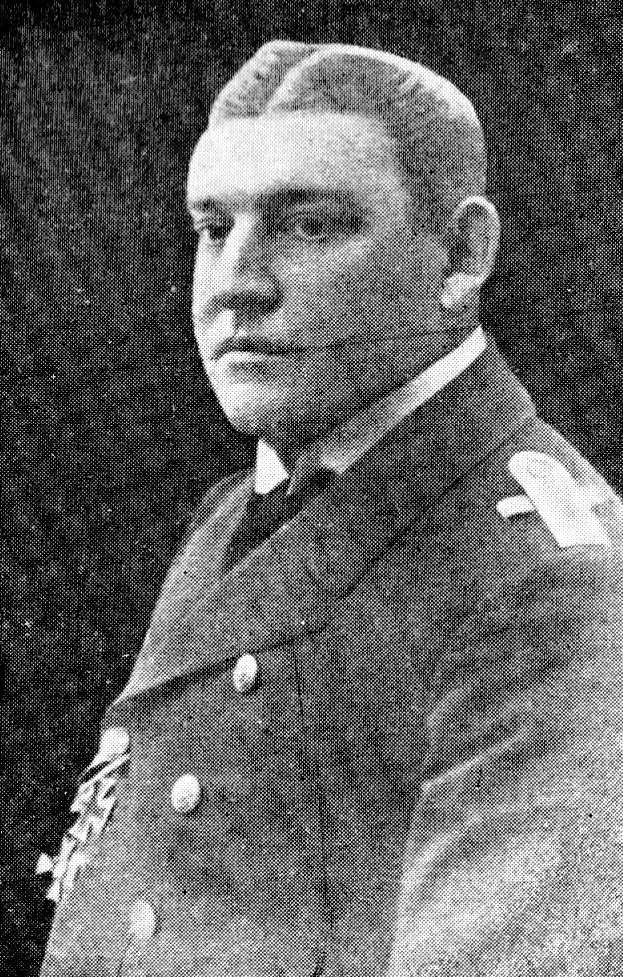
Kapitänleutnant der Reserve Julius Lauterbach

Julius Lauterbach, später Julius Lauterbach-Emden, (* 24. November 1877 in Rostock; † 18. April 1937 in Sønderborg) war ein deutscher Kapitän und Marineoffizier.

## Leben
Julius Lauterbach trat am 3. November 1902 als Einjährig-Freiwilliger in die Kaiserliche Marine ein und am 10. Februar 1906 wurde der Vizesteuermann Lauterbach zum Leutnant zur See der Reserve befördert. Weitere Beförderungen erfolgten 1910 zum Oberleutnant z.S. d.R. und am 24. Dezember 1915 zum Kapitänleutnant der Reserve. Seine Tätigkeit in der Handelsmarine führte Julius Lauterbach mit der Hamburg-Amerikanischen Packetfahrt-Actien-Gesellschaft ab 1909 nach Ostasien. Dort war er unter anderem Kapitän des Reichspostdampfers Staatssekretär Kraetke (Baujahr 1905 Howaldt, Kiel, 2009 BRT, 11 kn, 116 Passagiere).
Lauterbach war im Ersten Weltkrieg Prisenoffizier des Kleinen Kreuzers Emden. Als dieser übernahm er am Abend des 8. November 1914 das Kommando über den zwei Wochen zuvor gekaperten britischen Kohlendampfer Exford, welche zum Begleitschiff der Emden erklärt wurde, und blieb dort Kommandant bis Ende 1914. Lauterbach und die 16 Männer der Besatzung gerieten in Singapur in britische Kriegsgefangenschaft. Im Zuge der Sepoy-Meuterei (Meuterei der indischen Soldaten) vom 15. bis 23. Februar 1915 flohen 35 der insgesamt 309 internierten Deutschen, darunter auch Lauterbach.

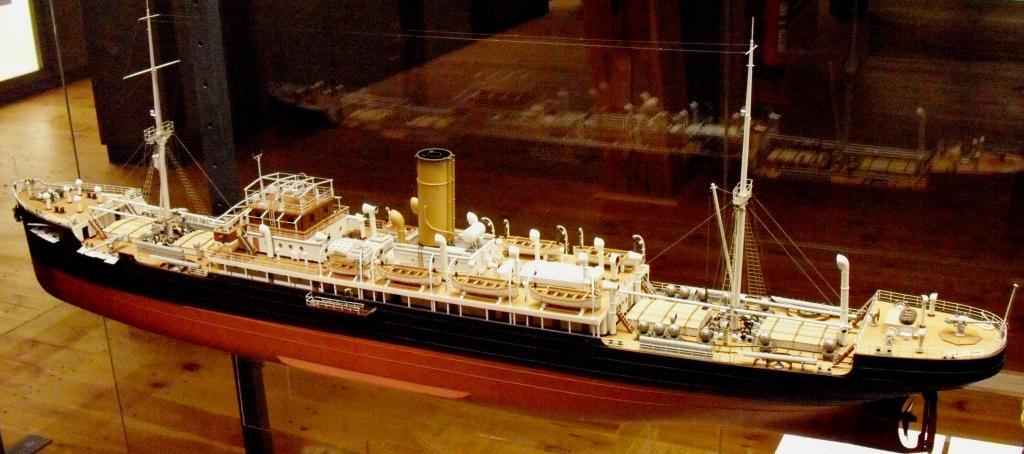
Modell der Möve

Lauterbach gelang es, sich bis nach Deutschland durchzuschlagen. Bei seiner Ankunft mit einer dänischen Fähre in Warnemünde wurde er von Joachim Ringelnatz, der dort als Maat diente, gesehen. Bereits 1917 veröffentlichte Lauterbach seine Erlebnisse in Buchform (1000 £ Kopfpreis – tot oder lebendig: Fluchtabenteuer des ehemaligen Prisenoffiziers S. M. S. „Emden“ Julius Lauterbach) und erlangte dadurch Bekanntheit.
Schon im Januar 1916 hatte er das Kommando der U-Boot-Falle K übernommen, die am 2. November 1917 im Kattegat von britischen Zerstörern versenkt wurde – Lauterbach war einer der Überlebenden. Ab November 1917 war er zur Verfügung der 1. Handelsschutzhalbflottille gesetzt. Im Januar 1918 übernahm er das Kommando auf der Möve, die bis zum Kriegsende jedoch nicht wieder auf Kaperfahrt ging, sondern überwiegend im Nord- und Ostseeraum eingesetzt wurde. Am 31. Dezember 1918 wurde er aus der Marine verabschiedet.
Nach dem Ersten Weltkrieg unternahm Julius Lauterbach ebenso wie Felix Graf von Luckner Vortragsreisen über seine Erlebnisse. Beide hatten in dieser Zeit dieselbe Agentin: Dorothea Schneider-Lindemann.
Lauterbach wird im Zusammenhang der Meuterei in Singapur noch 2002 im englischen Reiseführer The Rough Guide to Singapore erwähnt.
Bis Mitte Februar 1918 war er u. a. mit dem Roten Adlerorden 4. Klasse, dem Ritterkreuz mit Schwertern des Königlichen Hausorden der Hohenzollern, dem Eisernen Kreuz I. Klasse und dem Großherzoglich Mecklenburgischen Militärverdienstkreuz 1. Klasse ausgezeichnet worden. Als Überlebender des letzten Gefechts der Emden erhielt Lauterbach das Recht, den vererbbaren Namenszusatz „-Emden“ anzunehmen.

## Schriften
- 1000 £ Kopfpreis – tot oder lebendig: Fluchtabenteuer des ehemaligen Prisenoffiziers S.M.S. „Emden“ Julius Lauterbach. Scherl, Berlin 1917. Niederländisch: 1000 £ belooning – dood of levend: Avontuurlijke vlucht door de Hollandsche koloniën. Langenhuysen, Amsterdam, Rotterdam 1918.